# Sakhalin oblast
Sakhalin oblast (russisk: Сахалинская область, tr. Sakhalinskaja oblast) er en af 46 oblaster i Den Russiske Føderation bestående øen Sakhalin og Kurilerne. Oblasten har et areal på 87.101 km² og 487.293(2016) indbyggere. Det administrative center i oblasten ligger i byen Juzjno-Sakhalinsk (russisk: Ю́жно-Сахали́нск), der har 192.734(2014) indbyggere. Den næststørste by i oblasten er Korsakovskij (russisk: Корсаковский) med 40.157(2014) indbyggere.
Udover folk fra andre dele af den tidligere Sovjetunion, er oblasten hjemsted for nivkhere og ainuere. Ainueres sprog betragtes som uddødt i Sakhalin oblast.
Japan har siden 2. verdenskrig hævdet, at fire øer i den sydlige del af Kurilerne, som nu er en del af Sakhalin oblast uretmæssigt er besat af Den Russiske Føderation.
Sakhalin oblast er den eneste oblast i Den Russiske Føderation, der ligger på øer. Oblasten omfatter øen Sakhalin med omgivende småøer Moneron (russisk: Монерон) og Tjulenij (russisk: Тюлений) (76.600 km²) samt Kurilerne (10.500 km²). Øerne har kystlinje til Okhotske Hav, Japanske Hav og Stillehavet.